# Biathlonstadion Nozawa Onsen
Koordinaten: 36° 54′ 30″ N, 138° 26′ 51,1″ O
Das Biathlonstadion Nozawa Onsen war ein Biathlonstadion in Nozawa Onsen, Japan.

## Geschichte
Das Biathlonstadion Nozawa Onsen wurde anlässlich der Olympischen Winterspiele 1998 in Nagano in ein bereits bestehendes Langlaufstadion integriert. Dabei wurde ein Schießstand neu installiert. Zusätzlich wurden temporäre Bauten wie eine Zuschauertribüne, eine Videowand und Presseräume errichtet. Das Stadion verfügte über zwei Rundkurse mit einer Länge von jeweils 4 Kilometern.

## Kurse
|                  | Kurs A | Kurs B |
| ---------------- | ------ | ------ |
| Höhe Start/Ziel  | 627 m  | 627 m  |
| Länge            | 4000 m | 4000 m |
| Maximale Höhe    | 662 m  | 632 m  |
| Minimale Höhe    | 584 m  | 570 m  |
| Höhenunterschied | 78 m   | 62 m   |
| Längster Anstieg | 25 m   | 25 m   |
| Gesamtanstieg    | 145 m  | 142 m  |